# Notre étoile
Notre étoile, pubblicato nel 1999, è una raccolta della cantante italiana Mina.
Questa raccolta non è inclusa nella discografia sul sito ufficiale minamazzini.com.

## Il disco
Per la prima volta, in un unico CD, tutte le canzoni cantate in francese da Mina nel periodo 1960-1964.
12 brani, di cui 9 inediti, mai pubblicati in Italia e per la prima volta su CD.
L'éclipse twist, versione francese di eclisse twist, un brano del 1962, colonna sonora del film L'Eclisse di Michelangelo Antonioni.
Pubblicata in Francia nel 1962 su extended play insieme alla versione in italiano, viene pubblicata oggi per la prima volta in Italia e per la prima volta su CD.
Più recentemente lo stesso brano in italiano è stato utilizzato per la colonna sonora del film Le buttane di Grimaldi.
Un petit claire de lune, versione francese di Tintarella di luna fu pubblicata in Francia nel 1960 su un EP che conteneva anche le versioni di Makihg love, T'aimer follement, incisa anche da Dalida e di Malatia, un successo in Italia di Peppino Di Capri, che in Francia diventò Toi tu sais que je t'aime.
Dopo il successo dei brani precedenti e il sempre più grande successo a livello internazionale, la Italdisc fece pubblicare in Francia un nuovo EP che conteneva altri 4 successi cantati in lingua francese, Renato, Pleurer pour toi, versione francese di Just let me cry, Doucement, versione francese di Slowly, ed infine Notre étoile, versione francese di una canzone tedesca, Heisser Sand, che in italiano sarebbe diventata Sì lo so e in spagnolo Un desierto.
E per concludere un bonus track che farà la gioia di tutti i suoi fans, Plus fort que nous, versione strumentale eseguita da Bob Mitchell, alias Augusto Martelli, un brano di Francis Lai dove Mina vocalizza tutta la parte melodica della canzone, che qualche anno più tardi sarebbe diventata Al cuore non comandi mai e inserita nell'album Mina del 1971.
Questa versione era il lato B di un 45 giri di Bob Mitchell mai più pubblicata fino ad oggi.

## Tracce
1. Notre étoile (Heisser sand) - 2:59 -  (Werner Scharfenberger, Testo Francese: André Salvet) Ed. Orchestralmusic/Herman Shneider/Rialto Musikverlag 1962
2. T'aimer follement (Making Love) - 1:58 -  (Floyd Robinson, Testo Francese: André Salvet-Jacques Plait) Ed. Warner Chappel 1960
3. Toi tu sais que je t'aime (Malatia) - 2:47 -  (Armando Romeo, Testo Francese: Pierre Delanoë) Ed. Radiof-Imusica 1960
4. Renato (Renata) - 2:08 -  (Alberto Cortez, Testo Francese: Jean Broussolle) Ed. orchestralmusic 1962
5. Il pleurer pour toi (Just Let Me Cry) - 2:20 -  (Mark Barkan-Ben Raleigh, Testo Francese: Hubert Ithier) Ed. orchestralmusic 1962
6. Douc'ment (Slowly) - 2:07 -  (Otis Blackwell, Testo Francese: André Salvet-Claude Carrère) 1962
7. Les confettis (Coriandoli) - 3:09 -  (Leo Chiosso-Roberto Livraghi, Testo Francese: Fernand Bonifay) Ed. Tiber 1961
8. Tout s'arrange quand on s'aime (Stessa spiaggia, stesso mare) - 2:07 -  (Mogol-Piero Soffici, Testo Francese: André Salvet/Claude Carrère) Ed. Peer 1962
9. Folle girouette (Folle banderuola) - 2:18 -  (Gianni Meccia, Testo Francese: Roger Berthier) Ed. S. Cecilia 1962
10. L'éclipse twist (Eclisse twist) - 2:53 -  (Giovanni Fusco-"Ammonio"(Michelangelo Antonioni)) Ed. CAM 1962
11. Un petit clair de lune (Tintarella di Luna) - 3:15 -  (Franco Migliacci-Bruno De Filippi, Testo Francese: Jacques LaRue) Ed. Accordo 1960
12. Plus fort que nous (Strumentale) - 2:53 -  (Francis Lai) Vocalizzi: Mina con Augusto Martelli - ED. Peersongs 1966